# Al-Jafiah
Al-Jafi'ah (tiếng Ả Rập: الجافعة) là một ngôi làng Syria nằm trong phó huyện Hirbnafsah ở huyện Hama. Theo Cục Thống kê Trung ương Syria (CBS), al-Jafi'ah có dân số 833 trong cuộc điều tra dân số năm 2004. Cư dân của nó chủ yếu là người Hồi giáo Sunni.